# Хадсон (Колорадо)
Хадсон (енгл. Hudson) град је у америчкој савезној држави Колорадо.

## Демографија
По попису из 2010. године број становника је 2.356, што је 791 (50,5%) становника више него 2000. године.
| Група             | 2000.         | 2010.         |
| Белци             | 1.120 (71,6%) | 1.327 (56,3%) |
| Афроамериканци    | 14 (0,9%)     | 94 (4,0%)     |
| Азијати           | 8 (0,5%)      | 27 (1,1%)     |
| Хиспаноамериканци | 398 (25,4%)   | 480 (20,4%)   |
| Укупно            | 1.565         | 2.356         |